# Фишер, Манфред
Ма́нфред Фи́шер (нем. Manfred Fischer; род. 7 февраля 1948, Франкфурт-на-Майне — 6 декабря 2013, Берлин) — немецкий евангелический пастор.

## Факты биографии
Манфред Фишер изучал протестантскую теологию во Франкфурте-на-Майне, а затем в Высшей духовной школе берлинского района Целендорф.
Сразу после завершения обучения в декабре 1975 года Манфред Фишер был направлен в лютеранскую общину церкви Примирения, которую он никогда не видел изнутри, так как с 1961 года церковь находилась в «полосе смерти» из-за постройки Берлинской стены. Богослужения для общины Примирения проводились в Западной части Берлина.
О взрыве церкви Примирения пастор Фишер узнал из телевизионной передачи во время путешествия в январе 1985 года по Соединённым Штатам Америки, так как эти кадры облетели весь мир.
Когда за падением стены последовали политические перемены, Манфред Фишер активно выступил за сохранение остатков стены ради исторической памяти.

Пастор Фишер говорил: 
После разрушения церкви мы почувствовали своё бессилие, но мы осознали насколько важно знать собственную историю. Для того, чтобы она не повторилась.
Построенная на Бернауэр-штрассе под его руководством и при активном участии часовня Примирения, а также Музей документации на месте дома, где жил Манфред Фишер, органично входят в мемориальный комплекс «Берлинская стена».
В Красной ратуше 
12 марта 2013 года Правящий бургомистр Берлина, вручая пастору  от имени президента Германии государственнуюую награду, сказал:
Манфред Фишер по праву считается пастором Берлинской стены... Его пример показывает, как много может сделать человек с высокой гражданской активностью. Берлин ценит его труд и скромность... Мы глубоко благодарны пастору Фишеру за преданность делу, за его упорство и мужество, которые он проявляет снова и снова...
В апреле 2013 года Манфред Фишер ушел в отставку после торжественного празднования своего 65-летия и 38-летнего служения пастором. Последняя его проповедь была пасхальной. Много тёплых слов  сказали ему в этот день. Суперинтендент Мартин Кирхнер (нем. Martin Kirchner) очень высоко оценил многолетний труд пастора. По его мнению, Манфред Фишер «формировал историю города и страны, оставаясь при этом  скромным человеком». 
6 декабря 2013 года после нескольких операций на сердце в Немецком кардиологическом центре Берлина Манфред Фишер, которого по праву называли «пастором стены» (нем. Mauerpfarrer), скончался.

## Награды
- 2007 год — Орден «За заслуги перед землёй Берлин»
- 2013 год — Орден «За заслуги перед Федеративной Республикой Германия»